# Benzodiazepiny (leki)
Benzodiazepiny, leki benzodiazepinowe, benzodwuazepiny – grupa leków o działaniu przeciwlękowym, uspokajającym, nasennym i przeciwdrgawkowym. Naśladując prawdopodobnie działanie naturalnie występujących związków w ośrodkowym układzie nerwowym, tak zwanych endozepin, ułatwiają one przekaźnictwo GABA-ergiczne. 

## Historia[2]
Historia odkrycia benzodiazepin jest zbiegiem wielu okoliczności związanych z polsko-amerykańskim chemikiem i farmaceutą Leonem Sternbachem  (1908-2005), który jeszcze w latach 30. XX wieku podczas pracy w II Zakładzie Chemii Organicznej Uniwersytetu Jagiellońskiego zajmował się benzoheptoksdiazynami (badania nad poszukiwaniem nowych barwników). Wiele lat później gdy Sternbach pracował już w nowo utworzonym (w Nutley) ośrodku badawczo-produkcyjnym koncernu farmaceutycznego Hoffmann-La Roche zajął się poszukiwaniem nowych leków działających na centralny układ nerwowy. Jak sam przyznał poszukiwania miały charakter czysto empiryczny. Powrócił do pracy nad związkami którymi zajmował się jeszcze podczas swojej asystentury w Krakowie. Traktując aminami drugorzędowymi pochodne chinazoliny otrzymał około czterdziestu związków - bez zadowalających rezultatów w badaniach farmakologicznych. Zniechęcony brakiem efektów w 1955 r. porzucił badania nad chinazolinami i zajął się innymi projektami syntez i oczyszczaniem antybiotyków. 
Kolejne wydarzenia, doprowadzające do przełomu były niemałym łutem szczęścia. W kwietniu 1957 r. Earl Reeder (1924-2003), współpracownik Sternbacha sprzątając laboratorium natknął się na dwa związki (zasadę i jej sól - chlorowodorek), które były nieprzebadane i zdecydowanie inne od pozostałych próbek. Różniły się tym, że powstały przez potraktowanie N-tlenku chinazoliny metyloaminą, należącą do amin pierwszorzędowych. W wyniku tego nastąpiło przegrupowanie chinazolino-3-tlenku w benzodiazepino-4-tlenek. Związek o roboczym oznaczeniu laboratoryjnym Ro-5-0690 początkowo nazwany został metaminodiazepoksydem. W badaniach farmakologicznych wykazał wyraźne działanie przeciwlękowe i uspokajające. Wkrótce został opatentowany pod nazwą międzynarodową chlorodiazepoksyd i w lutym 1960 r. wprowadzony do lecznictwa pod nazwą handlową Librium. Ciekawostką początku historii benzodiazepin, jako nowej chemicznie klasy leków jest rekordowo krótki czas wprowadzenia do lecznictwa. Między pierwszym badaniem farmakologicznym chlordiazepoksydu a wprowadzeniem na rynek gotowego już preparatu minęło zaledwie 2,5 roku. W Polsce chlorodiazepoksyd wprowadzono do lecznictwa  zaledwie 5 lat po premierze światowej (jako Elenium).  W kolejnych latach zespół Sternbacha zsyntezował setki kolejnych pochodnych związków z grupy benzodiazepin, których kilkadziesiąt również wprowadzono do światowego lecznictwa.

## Budowa

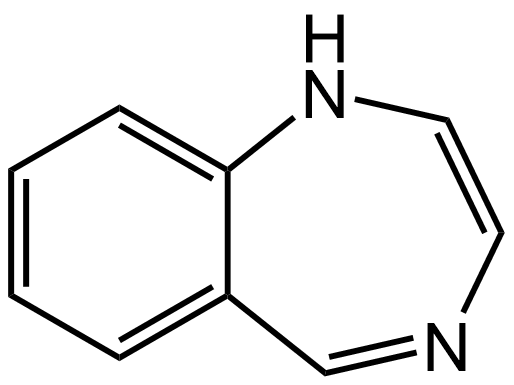
1H-1,4-benzodiazepina

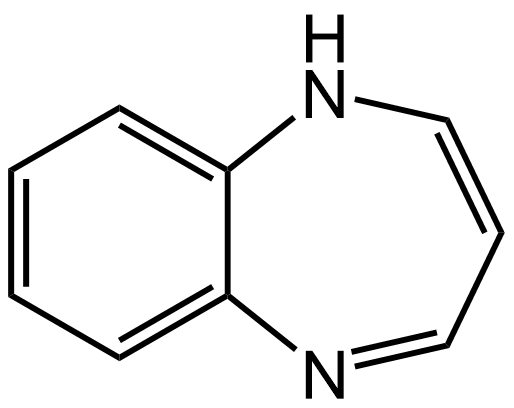
1H-1,5-benzodiazepina

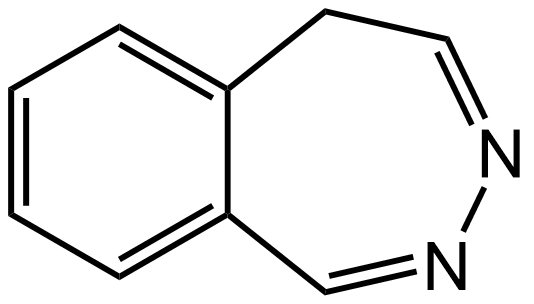
5H-2,3-benzodiazepina

Pod względem chemicznym są one pochodnymi (alkilowymi, triazolowymi, halogenowymi, fenylowymi, nitrowymi itp.) benzodiazepin, najczęściej 1H-1,4-benzodiazepiny, rzadziej 1H-1,5-benzodiazepiny (np. klobazam, arfendazam, lofendazam) lub 5H-2,3-benzodiazepiny (np. tofizopam, giryzopam, neryzopam). W niektórych przypadkach (np. brotizolam) pierścień benzenowy zastąpiony jest aromatycznym pierścieniem heterocyklicznym.
|                  |      |              |              |     |         |                                      |
| Nazwa substancji | R7   | R1           | R²           | R³  | R2'     | Przeciętna jednorazowa dawka doustna |
| diazepam         | –Cl  | –CH3         | =O           | –H  | –Ph     | 5–20 mg                              |
| lorazepam        | –Cl  | –H           | =O           | –OH | –C6H4Cl | 0,5–2,5 mg                           |
| alprazolam       | –Cl  | C(CH3)=N–N=  | C(CH3)=N–N=  | –H  | –Ph     | 0,25–1,5 mg                          |
| midazolam        | –Cl  | C(CH3)=N–CH= | C(CH3)=N–CH= | –H  | –C6H4F  | 7–15 mg                              |
| estazolam        | –Cl  | C=N–N=       | C=N–N=       | –H  | –Ph     | 1–4 mg                               |
| temazepam        | –Cl  | –CH3         | =O           | –OH | –Ph     | 30–40 mg                             |
| nitrazepam       | –NO2 | –CH3         | =O           | –H  | –Ph     | 5–15 mg                              |
| klonazepam       | –NO2 | –H           | =O           | –H  | –C6H4Cl | 0,25–2,5 mg                          |
| flunitrazepam    | –NO2 | –CH3         | =O           | –H  | –C6H4F  | 0,25–1 mg                            |
| bromazepam       | –Br  | –H           | =O           | –H  | C5NH4   | 3–15 mg                              |

## Mechanizm działania
Działanie benzodiazepin polega na łączeniu się z miejscem benzodiazepinowym (BDZ) na receptorze GABAA. Stymulacja miejsc BDZ powoduje zwiększenie powinowactwa GABA do receptora GABA-ergicznego i zwiększenie stymulacji tego receptora. Receptory GABA-ergiczne są związane z kanałem chlorkowym i ich pobudzenie powoduje napływ jonów Cl−
 do komórki i jej hiperpolaryzację. Procesy te prowadzą do zmniejszenia pobudliwości neuronów i zahamowania przewodzenia impulsów, co objawia się działaniem uspokajającym i nasennym.
Poszczególne leki z tej grupy różnią się powinowactwem do receptora BDZ, czasem i siłą oraz profilem. Wśród benzodiazepin można wyróżnić leki o bardziej zaznaczonym charakterze nasennym i/lub uspokajającym (flunitrazepam, nitrazepam, estazolam), o silniejszym działaniu przeciwlękowym (medazepam, prazepam, alprazolam) oraz o silniejszym działaniu przeciwdrgawkowym (diazepam, klonazepam).
Benzodiazepiny są pozbawione wielu wad leków uspokajająco-nasennych poprzedniej generacji (np. barbituranów, obecnie w Polsce rzadziej stosowanych) – są przede wszystkim o wiele mniej toksyczne, a także dużo bezpieczniejsze, między innymi dzięki specyficznej odtrutce, jaką jest flumazenil, będący kompetycyjnym antagonistą receptora benzodiazepinowego. Odwraca szybko (w ciągu 30–60 s) działanie pochodnych benzodiazepiny, co ułatwia zdiagnozowanie i w konsekwencji leczenie w przypadku przedawkowania. W dużym uproszczeniu, procedura ratowania polega na podaniu flumazenilu – jeżeli nastąpi pełny powrót świadomości, lekarz ma pewność, że zatrucie zostało spowodowane benzodiazepinami, a nie innymi środkami. Należy jednak zauważyć, że odtruwanie polega na klasycznych metodach, czyli na przykład forsownej diurezie, a flumazenil stosowany jest raczej jako wskaźnik, który ułatwia zdiagnozowanie zatrucia benzodiazepinami, a nie innymi środkami (przy ostrym przedawkowaniu podanie flumazenilu powoduje odzyskanie przytomności tylko na bardzo krótki czas).

## Zastosowanie i odstawienie
Benzodiazepiny stosowane są powszechnie do doraźnego leczenia nasilonego lęku, bezsenności, łagodzenia objawów odstawiennych w alkoholizmie, w premedykacji do zabiegów diagnostycznych i chirurgicznych, sedacji pooperacyjnej. Znajdują zastosowanie w leczeniu stanów zwiększonego napięcia mięśniowego oraz pomocniczo jako leki przeciwdrgawkowe w leczeniu niektórych typów padaczki.
Należy unikać stosowania benzodiazepin w leczeniu przewlekłym, z uwagi na wzrost tolerancji i związany z tym spadek skuteczności terapeutycznej. Systematyczne i długotrwałe zażywanie benzodiazepin (ponad miesiąc, codziennie) może prowadzić do silnego uzależnienia psychicznego i fizycznego, zwłaszcza u osób z tendencją do uzależnień w wywiadzie. Ryzyko uzależnienia u osób stosujących benzodiazepiny przez długi czas ocenia się na 0,1–2%, jest więc dość niskie pomimo wielu popularnych opinii. Benzodiazepiny powinny być szczególnie ostrożnie stosowane u osób w wieku podeszłym, ponieważ obniżają sprawność psychomotoryczną, co objawia się zwiększonym ryzykiem upadków, możliwym pogorszeniem pamięci krótkotrwałej i zaburzeniami funkcji kognitywnych (poznawczych).
Długofalowe stosowanie benzodiazepin prowadzi do osłabienia ich działania, w wyniku rozwoju zjawiska tolerancji. Ryzyko rozwoju tolerancji zależy w dużym stopniu od okresu półtrwania poszczególnych pochodnych benzodiazepiny we krwi i ogólnie jest większe w przypadku benzodiazepin działających krótkotrwale.
Odstawianie benzodiazepin u osób uzależnionych musi odbywać się pod ścisłym nadzorem lekarza, z uwagi na ryzyko wystąpienia niebezpiecznych dla zdrowia i życia objawów abstynencyjnych (lęk, niepokój, drażliwość, zaburzenia łaknienia, bezsenność, wymioty, zaburzenia widzenia, skurcze mięśniowe, napady drgawkowe, zespół majaczeniowy).
Szczególnie niebezpieczne w przypadku przewlekłego stosowania benzodiazepin jest zjawisko tak zwanego odbicia, polegające na tym, że po odstawieniu leku objawy, które on zmniejszał, nierzadko wracają z nasileniem o wiele większym niż przed farmakoterapią. Zjawisko to szczególnie utrudnia odstawienie benzodiazepin.

## Farmakokinetyka i farmakodynamika
Większość leków z tej grupy wchłania się w 80–90% w postaci niezmienionej po podaniu doustnym (wyjątki: midazolam i klorazepat). Charakteryzują się zwykle dużą lipofilnością. Maksymalne stężenie we krwi po podaniu doustnym osiągają po 0,5–8 godzinach (najszybciej triazolam, midazolam). Po wchłonięciu łączą się z białkami surowicy w 85–95%.
Metabolizowane w wątrobie przez enzymy mikrosomalne, w części przypadków do aktywnych metabolitów.
Wydalane z moczem w postaci nieaktywnej, jako metabolity sprzężone z kwasem glukuronowym (np. lorazepam). Nie wpływają na metabolizm wątrobowy. Przemiany benzodiazepin, wskutek hamowania enzymów mikrosomalnych hepatocytów, ulegają spowolnieniu w trakcie przyjmowania cymetydyny oraz doustnych środków antykoncepcyjnych.
Całkowity czas działania benzodiazepin może ulec znacznemu wydłużeniu u osób w podeszłym wieku. Podanie domięśniowe charakteryzuje się dużą zmiennością stężenia leku we krwi. Nie jest polecane poza stanami nagłymi.

### Podział benzodiazepin ze względu na okres działania

Elenium – pierwszy polski lek benzodiazepinowy (chlorodiazepoksyd), produkowany przez Tarchomińskie Zakłady Farmaceutyczne Polfa od 1965 roku

Główny podział kliniczny BZD dotyczy czasu działania leku. Wyróżnia się BZD o długim (> 24 h), średnim i krótkim (< 5 h) czasie działania. Podział ten nie jest zupełnie jednoznaczny ze względu na to, że przy niektórych substancjach należy uwzględnić także czas działania aktywnego metabolitu. Czas działania (a właściwie czas półtrwania) leków warunkuje część ich zastosowań oraz powikłań, które z daną substancją się wiążą.
| Nazwa                | Okres półtrwania [h] | Aktywny metabolit (okres półtrwania [h]) |
| -------------------- | -------------------- | ---------------------------------------- |
| brotizolam (Lendorm) | 4–7                  | 9-hydroksymetylobrotizolam (6–7)         |
| loprazolam           | 6–8                  | N-oksydoloprazolam (4–8)                 |
| triazolam (Halcion)  | 1–5                  | hydroksytriazolam (2–4) – nieaktywny     |

| Nazwa                              | Okres półtrwania [h] | Aktywny metabolit (okres półtrwania [h])         |
| ---------------------------------- | -------------------- | ------------------------------------------------ |
| alprazolam (Xanax, Afobam, Neurol) | 10–15                | hydroksyalprazolam (12–15)                       |
| bromazepam (Lexotan)               | 10–20                | hydroksybromazepam (12)                          |
| klotiazepam (Trecalmo, Veratran)   | 3–15                 | hydroksyklotiazepam, demetyloklotiazepam (do 15) |
| lorazepam (Lorafen)                | 8–24                 |                                                  |
| lormetazepam (Noctofer)            | 8–14                 | lorazepam (8–24)                                 |
| nitrazepam (Nitrazepam)            | 15–30                |                                                  |
| oksazepam (Oxazepam)               | 4–15                 |                                                  |
| temazepam (Signopam)               | 5–14                 | oksazepam 4–15                                   |

| Nazwa                            | Okres półtrwania [h] | Aktywny metabolit (okres półtrwania [h])                  |
| -------------------------------- | -------------------- | --------------------------------------------------------- |
| chlorodiazepoksyd (Elenium)      | 5–30                 | nordiazepam (36–200), oksazepam (4–15), demoksazepam (45) |
| diazepam (Relanium, Valium)      | 20–40                | nordiazepam (36–200)                                      |
| flurazepam (Dalmadron)           | 50-98                | dealkiloflurazepam (40–250)                               |
| ketazolam (Anxon)                | 30                   | demetylokotazolam (34)                                    |
| klobazam (Frisium)               | 16–60                | demetyloklobazam (50–100)                                 |
| klorazepan (Tranxene, Cloranxen) | 50–75                | oksazepam (4–15) → nordiazepam (36–200)                   |
| metaklozepam                     | 7–23                 | demetylometaklozepam (10–35)                              |
| oksazolam                        | 30                   | oksazepam (4–15) → nordiazepam (36–200)                   |

### Antagonisty
Antagonistą receptorów benzodiazepinowych jest flumazenil. Lek podaje się w celu zniesienia działania benzodiazepin, w przypadku ich przedawkowania oraz w encefalopatii wątrobowej.

## Interakcje
Alkohol i barbiturany bardzo mocno nasilają działanie depresyjne benzodiazepin na ośrodkowy układ nerwowy, które w takim przypadku może doprowadzić do śpiączki, a nawet śmierci. Hamowanie jest w takim przypadku wyraźnie silniejsze niż wynikałoby to ze zsumowania efektów poszczególnych substancji (synergizm niekorzystny).
Ponadto każdy środek działający depresyjnie na OUN dodatkowo wzmaga hamujące efekty tych leków.

## Działania niepożądane
Do najczęściej występujących objawów niepożądanych, których częstość występowania koreluje zwykle z zastosowaną dawką należą:
- senność
- zaburzenia koordynacji ruchowej
- ataksja
- amnezja następcza
- zaburzenia akomodacji
- osłabienie siły mięśniowej

Inne rzadziej występujące objawy to:
- oczopląs
- bóle głowy[10][11]
- obniżenie libido[potrzebny przypis]
- parestezje
- drżenia mięśniowe[11]
- alergia skórna.

Leki z tej grupy mają pewien wpływ na fazę snu REM (tłumią sen REM). Spłycają fazę czwartą snu oraz przy odpowiednio długim okresie półtrwania wydłużają całkowity czas snu.
Stosowane w czasie ciąży przenikają przez barierę łożyskową. Ich działanie teratogenne objawia się zwiększonym prawdopodobieństwem wystąpienia rozszczepu podniebienia. Podane przed porodem mogą być przyczyną zaburzeń oddychania dziecka.
W większych dawkach mogą być powodem zatrucia. Objawy ostrego zatrucia są podobne dla wszystkich leków uspokajających. Są to: senność, osłabienie, oczopląs, podwójne widzenie, śpiączka, sinica, drgawki, spłycenie oddechu. Zatrucie ostre bardzo rzadko kończy się zgonem (niebezpieczne dla życia mogą być zatrucia mieszane z etanolem i/lub barbituranami), jednak może być obciążeniem dla wątroby, jeżeli masywnie przedawkowano nitrowe pochodne benzodiazepiny (ryzyko stresu oksydacyjnego).
Dawka śmiertelna nie jest dokładnie znana – uważa się, że śmierć może spowodować zażycie od 50 do 500 mg leku na kilogram masy ciała (dla człowieka o masie 70 kg dawka śmiertelna wynosiłaby 3,5–35 g).

## Reakcje paradoksalne
Wszystkie benzodiazepiny mogą wywołać też działania paradoksalne (niepokój, pobudzenie). Dotyczy to jednak głównie osób łączących te leki z alkoholem, a także pacjentów w wieku podeszłym i z organicznym uszkodzeniem ośrodkowego układu nerwowego. Podawanie benzodiazepin takim osobom wymaga zachowania szczególnej ostrożności i starannego rozważenia wskazań do ich zastosowania.